# Rybno (osada leśna w województwie śląskim)
Rybno – osada leśna w Polsce położona w województwie śląskim, w powiecie kłobuckim, w gminie Kłobuck.